# Bahr el Ghazal Północny

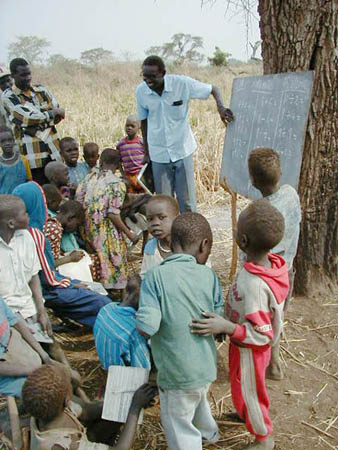
Zajęcia w wiejskiej szkole w Bahr el Ghazal Północnym

Bahr el Ghazal Północny (ang. Northern Bahr el Ghazal; d. arab.: شمال بحر الغزال – Szamal Bahr al-Ghazal) – jeden z 10 stanów państwa Sudan Południowy, istniejący do 2015 roku (wówczas podzielony na stany: Aweil, Aweil East, Twic i częściowo stan Lol) i ponownie od 2020 roku. Do roku 2015 obejmował powierzchnię 33 558 km². Wchodzi w skład regionu Bahr el Ghazal. Graniczy z Sudanem na północy, Bahr el Ghazalem Zachodnim na zachodzie i południu oraz ze stanem Warrap i do 2015 ze stanem Unity, a od 2020 z jednostką Abyei na wschodzie.  Stolicą stanu jest miejscowość Aweil.
Ze względu na bliskie sąsiedztwo Kordofanu oraz połączenie kolejowe z Wau stan znacznie ucierpiał podczas wojny domowej w południowym Sudanie. Bahr el Ghazal Północny i przylegające doń obszary zachodniego Kordofanu na północy należą do najniespokojniejszych regionów Sudanu. Arabowie ze szczepu Missrija z Kordofanu byli w konflikcie z plemionami Dinka od dłuższego czasu. I podczas gdy w czasach kolonialnych stosunki były raczej pokojowe, ostatnia wojna ukazała niemożność współistnienia. Poparcie rządu dla Missriyów dało im zdecydowaną przewagę nad lokalnymi ugrupowaniami Dinka, a najazdy milicji murahajlinów (oraz innych zbrojnych grup popieranych przez władze, w tym także niektórych milicji Dinków) spowodowały wiele ofiar śmiertelnych, powszechne gwałty i rabunki wiosek. Wiele z tych najazdów zbiegało się z kursowaniem rządowych pociągów z Kordofanu do Wau.

## Podział
Do 2015 w skład stanu Bahr el Ghazal Północny wchodziło 5 hrabstw.